# Beet, Maize & Corn
Beet, Maize & Corn es el séptimo álbum de estudio del proyecto musical The High Llamas, lanzado el 7 de octubre de 2003 por Drag City.

## Lista de canciones
1. "Barny Mix" – 3:48
2. "Calloway" – 5:01
3. "The Click and the Fizz" – 4:01
4. "Porter Dimi" – 3:24
5. "Leaf and Lime" – 3:27
6. "Alexandra Line" – 0:19
7. "High on the Chalk" – 3:30
8. "Rotary Hop" – 5:11
9. "Ribbons and Hi-Hats" – 1:31
10. "The Holly Hills" – 1:50
11. "Monnie" – 3:44
12. "The Walworth River" – 4:37